# Ophiomusium
Ophiomusium är ett släkte av ormstjärnor. Ophiomusium ingår i familjen Ophiolepididae.

## Dottertaxa tillOphiomusium, i alfabetisk ordning[1]
- Ophiomusium acuferum
- Ophiomusium africanum
- Ophiomusium altum
- Ophiomusium anaelisae
- Ophiomusium anisacanthum
- Ophiomusium aporum
- Ophiomusium archaster
- Ophiomusium armatum
- Ophiomusium asperum
- Ophiomusium australe
- Ophiomusium biporicum
- Ophiomusium breve
- Ophiomusium calathospongum
- Ophiomusium canaliculatum
- Ophiomusium cancellatum
- Ophiomusium constrictum
- Ophiomusium corticosum
- Ophiomusium diomedeae
- Ophiomusium eburneum
- Ophiomusium elegans
- Ophiomusium elii
- Ophiomusium facetum
- Ophiomusium facundum
- Ophiomusium fallax
- Ophiomusium familiare
- Ophiomusium fimbriatum
- Ophiomusium glabrum
- Ophiomusium granosum
- Ophiomusium impotens
- Ophiomusium impurum
- Ophiomusium kimblae
- Ophiomusium laqueatum
- Ophiomusium leptobrachium
- Ophiomusium ligatum
- Ophiomusium longispinum
- Ophiomusium luetkeni
- Ophiomusium lumare
- Ophiomusium lunare
- Ophiomusium lymani
- Ophiomusium microporum
- Ophiomusium mirandum
- Ophiomusium moniliforme
- Ophiomusium morio
- Ophiomusium multispinum
- Ophiomusium relictum
- Ophiomusium rugosum
- Ophiomusium scalare
- Ophiomusium sculptum
- Ophiomusium serratum
- Ophiomusium simplex
- Ophiomusium spinigerum
- Ophiomusium spinulosum
- Ophiomusium stellatum
- Ophiomusium testudo
- Ophiomusium tripassalotum
- Ophiomusium trychnum
- Ophiomusium ultima
- Ophiomusium valdiviae
- Ophiomusium validum
- Ophiomusium variabile
- Ophiomusium zela